# Вихтль, Георг
Георг Вихтль (нем. Georg Wichtl; 2 февраля 1805, Тростберг — 3 июня 1877, Бунцлау, ныне Болеславец, Польша) — немецкий скрипач и композитор.
В восемнадцатилетнем возрасте перебрался в Мюнхен, играл на скрипке в оркестре Изартор-театра. C 1828 г. первая скрипка придворной капеллы князей Гогенцоллерн-Гехинген. После отречения в 1849 г. князя Константина последовал за ним в составе оркестра в резиденцию Гольштейн под Лёвенбергом (ныне Львувек-Шлёнски), где в 1852 г. занял пост второго дирижёра. С 1863 г. на пенсии, жил преимущественно в Бреслау.
Написал оперу «Альмаида», ораторию «Воскресение и вознесение Иисуса» (нем. Die Auferstehung und Himmelfahrt Jesu; 1840), многочисленные оркестровые, скрипичные, камерные и хоровые сочинения, транскрипции. Оставил также учебник скрипичной игры (нем. Theoretisch praktische Violinschule; 1874).